# 남북철도 연결사업
남북철도 연결사업(南北鐵道連結事業, 영어: Trans-Korea Railway, TKR) 또는 혹은 한반도 종단 철도 연사업은 대한민국과 조선민주주의인민공화국 정부가 단절되어 있는 철도를 연결하는 사업을 말한다.

## 개요
남북철도는 일제강점기 직전부터 시작되어, 일제강점기 중후반까지 건설되었다. 실제로 손기정, 나혜석 등이 한국에서 유럽까지 열차를 타고 간 적이 있다. 그러나 한국전쟁 및한반도 분단 이후 철도는 단절되어, 한때 대륙철도의 한 축이었던 남한의 경의선, 경원선은 수도권 외곽 지역의 미미한 여객수요를 처리하는 지선으로 전락하였다. 북한에서의 상황도 크게 다르지 않아서 경원선 구간은 평라선에 편입되지 않은 함경선의 고원-원산 구간과 통합되어 강원선이 되었으며, 경의선은 평양-신의주, 평양-부산(실질적으로 개성)으로 운행 체계가 변경되어 선로 이름도 각각 평의선, 평부선으로 개칭되었다.

## 철도 연결

### 경의선
대한민국과 조선민주주의인민공화국은 2000년 7월 31일 장관급회담에서 경의선 연결에 합의하였다. 이후 2000년 9월 18일 경의선 연결 기공식이 있었으며, 2001년 12월 31일 비무장지대 이남 남측 구간이 완료되고, 2002년 9월 18일 남북 구간 연결이 착공되었다. 이후 동년 12월 31일에 남측구간이 모두 복원되었으며, 이로써 2003년 6월 14일에 완전히 연결되어 당일 연결행사를 가졌다.

### 동해선
한편 2019년에 연결하기로 하였던 동해북부선은 협의에 의해 예상 일정보다 상당히 빨리 착공되어 2004년 4월 17일에 군사분계선을 건너는 선로가 복원되었으며, 남북출입사무소인 제진역까지는 2005년 12월에 완료하였다. 그러나 부산-강릉선중 미개통구간인 포항-삼척간은 현재 공사 중으로 2023년 12월 개통예정이다. 또한 이로써 부산-강릉선이 완공되면 강릉-제진간 구간만을 연결하게 되면 TKR과 TSR은 선로상 연결 운행상황은 완료되는 셈이다.

### 경원선-금강산선
경원선-금강산선은 남측 구간(신탄리 ~ 군사분계선, 철원 ~ 군사분계선)의 실시설계는 1999년 완료되었으나 경의선, 동해선에 비해 중요성이 떨어지고, 남북 관계 악화 등으로 인해 경원선 신탄리 ~ 백마고지 구간이 2012년 11월 20일 개통하는데 그쳤다. 그러나 2015년 1월  남북철도 연결이 남한 구간부터 연결하기로 국토부가 추진 중에 있다고 한다.

## 시험운행
실질적인 열차운행만을 남겨둠에 따라 2006년 4월 21일과 23일 사이에 대한민국과 조선민주주의인민공화국은 제18차 장관급회담을 열어 열차시험운행과 도로, 철도 개통 문제에 대해 제12차 경추위를 5월에 개최하기로 협의하기로 하고, 5월 11일과 12일 경의선, 동해선 동시 열차시험운행을 실시하기로 실무접촉을 하였다. 하지만 조선민주주의인민공화국이 예정 시험운행 전날 갑자기 취소 통보를 하는 바람에 열차 시험운행은 성사되지 못했다. 그 이후 재협상을 거쳐 2007년 5월 19일에 예정대로 경의선과 동해선에서 동시에 열차시험운행을 하였다.

극동아시아의 대륙횡단철도는 부산을 기점으로 하는 한반도종단철도(초록색,TKR 경원선-금강산선),TKR 동해선(자주색),몽골횡단철도(빨간색,TKR 경의선),만주횡단철도(파란색),시베리아횡단철도(검은색)들이 서로 연계한다.

- 2007년 남북 열차 시험운행

## 만주 횡단 철도와의 연결

중국의 만주 횡단 철도

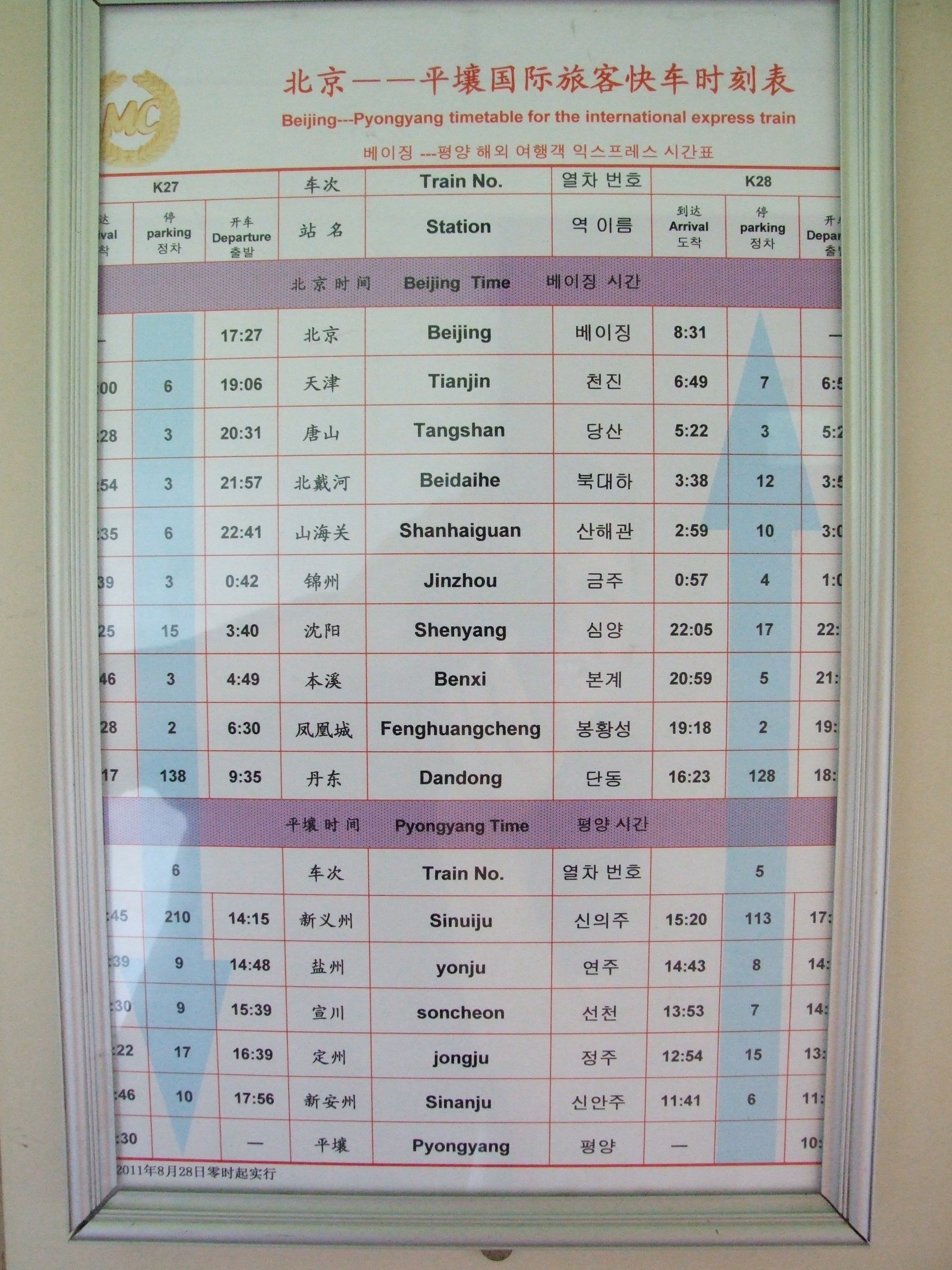
베이징역으로 가는 평양역의 열차 시간표

### 평의선~선단 철로
현재 북한은 중국과 조중우의교를 통해서 평의선의 신의주역과 선단 철로의 단둥역으로 연결되어있으며, 휴전선으로 인해 대한민국이 배제된 상태로 부분적으로 연결되어있다. 현재 북한 평양역에서 중국 베이징역까지 갈 수 있다.

## 몽골 종단 철도와의 연결

### 평의선~선산철로~진산 철로~징진 고속철도
교통상으로는 북한과 중국, 그리고 몽골은 철로가 연결되어있다. 이 구간은 평의선, 선산철로, 진산철로, 현재 정치적, 행정적 통행허가 문제와, 상품 개발 등 사업적인 절차들이 남아있다. 현재 중국과 몽골은 철도에 대한 협의가 이미 이뤄진 상태이기에, 철도를 통한 물류 운송을 별다른 문제없이 하고 있다. 또한 선로에 대한 개보수를 통해서 교역을 강화하고, 물류를 가속화하고 있다. 대한민국은 이러한 절차 협의를 위해서 국제철도협력기구에 가입하였으며, 당사국들과 협의를 지속하고 있다.

## 시베리아 횡단 철도와의 연결

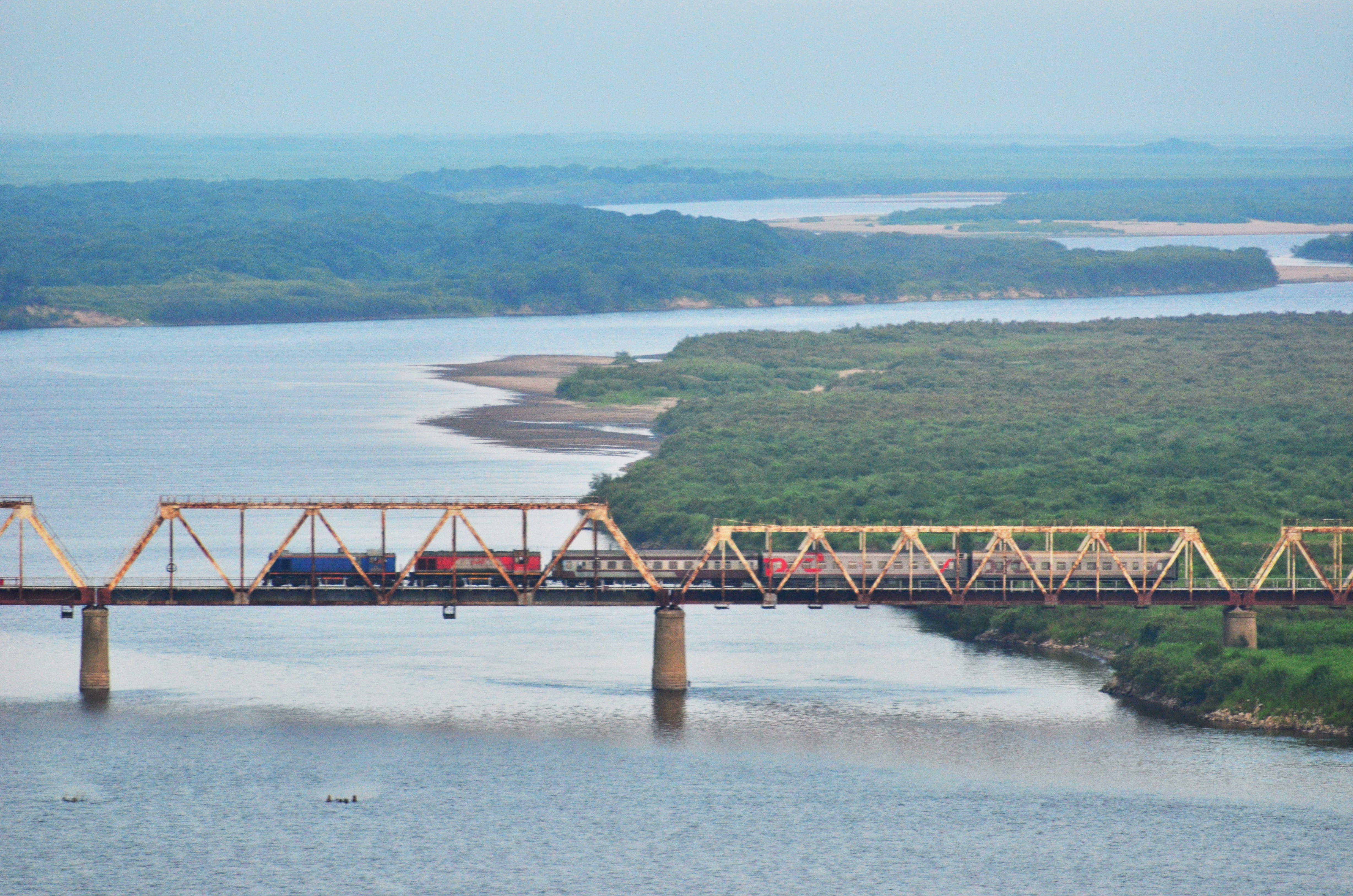
조선-러시아 우정의 다리

2007년 당시 한국의 남북철도 연결사업, 시베리아 횡단 철도(TSR)를 연결하려는 시도가, 있었으나 구상 차원에서 머물러 있었다.
2010년 9월 1일, 서울에 러시아 철도의 자회사인 트랜스컨테이너 물류회사가 설립되었다.
2011년 10월 13일, 러시아 하산과 북한 나진시를 잇는 철도 개보수 공사가 5년 만에 끝나고 나진시 두만강역에서 러시아 철도 부사장이 참석해 기념식을 가졌다. 하산-나진 구간 개통으로, 부산역에서 모스크바역(야로슬랍스키 역)까지 철도로 연결하는 사업이 종료되었다. 현재 정치적, 행정적 통행허가 문제와, 상품 개발 등 사업적인 절차들이 남아있다.
2015년에는 북한과 러시아 간 두만강선의 두만강역과 바라놉스키-하산 선의 하산역을 연결하고, 이 구간을 현대화하는 공동 투자에 합의하였다. 이에 북한과 러시아는 라선콘트랜스 합작회사를 설립하고, 이를 구체적으로 실행하였다.
현재 하산역에는 북한 열차의 표준궤를 광궤로 변환시킬 수 있는 대차 교환 장소가 존재하며, 열차 운행 및 수송에 별다른 이탈이 없게 하고 있다.
동해선 및 평라선이 시베리아 횡단 철도와 완전히 연결된다면, 한국에서 유럽까지 갈 수 있는 철길이 열리게 된다.

## 같이 보기
- 몽골횡단철도
- 만주횡단철도
- 시베리아 횡단 철도
- 국제철도협력기구